# Kudnarto
Mary Ann Adams (* 1832 in Crystal Brook, South Australia; † 11. Februar 1855 in Watervale, South Australia) war die erste Aborigines-Frau, die legal einen Kolonisten in Südaustralien heiratete. Sie war zudem die erste Aborigine-Frau, der ein Stück Land zugeteilt wurde, das für Aborigines reserviert worden war.

## Leben und Werk
Kudnarto wurde in den frühen 1830er Jahren in der Nähe von Crystal Brook, der nördlichsten Region von Kaurna, geboren. Ihre Mutter war Kaurna und ihr Vater war möglicherweise Ngadjuri (nordöstliche Nachbarn der Kaurna). Der Name Kudnarto ist ein charakteristischer Kaurna-Name, der wörtlich Tochter Nummer 3 bedeutet. Ihr europäischer Name Mary Ann wurde ihr von ihrem Ehepartner Adams gegeben. Möglicherweise hat sie eine Ausbildung bei den Kolonisten erhalten, bei denen ihre Familie lebte und arbeitete.
In Übereinstimmung mit der Tradition wird angenommen, dass Kudnarto einen Aborigine-Mann als ihren ersten Ehepartner heiratete. Als sie ungefähr vierzehn Jahre alt war, traf Kudnarto den Kolonisten Thomas Adams und lebte mit ihm. Er arbeitete als Hirte und gab 1847 seine Absicht bekannt, Kudnarto zu heiraten. Hierzu musste die Erlaubnis von dem britischen Protector of Aborigines, Matthew Moorhouse, eingeholt werden. Dieser besuchte Kudnarto mehrmals, um herauszufinden, ob sie Adams liebte und ihn heiraten wollte, und um sie über ihre ehelichen Verpflichtungen nach britischem Recht zu informieren. Als Moorhouse feststellte, dass sie mit der bevorstehenden Ehe zufrieden war, erteilte er seine Zustimmung vorbehaltlich der des Vizegouverneurs Frederick Robe, der ebenfalls zustimmte. Die beabsichtigte Hochzeit war die erste formelle Ehe zwischen einer Aborigine-Frau und einem Kolonisten in Südaustralien und machte Kudnarto öffentlich bekannt. Vor ihrer Heirat hatte Adams dafür gesorgt, dass Kudnarto das Native School Establishment in Adelaide besuchte, wo sie in nur drei Monaten Englisch lesen und schreiben lernte.
Kudnarto und Adams heirateten am 27. Januar 1848 im Standesamt Adelaide. Insbesondere in der mündlichen Familiengeschichte spielte der Kampf um Land eine zentrale Rolle in der Geschichte von Kudnarto und Thomas Adams. Landabschnitte in Südaustralien waren seit der Gründung der Kolonie für die Aborigines reserviert worden. Es wurde erwartet, dass die Aborigines diese Gebiete bewirtschaften würden, aber es gab ständigen Druck auf die Regierung, das Land für Kolonisten verfügbar zu machen. Im Februar 1848 beantragte Kudnartos Ehemann einen Landteil in der Nähe von Auburn (New South Wales) im Clare Valley. Moorhouse unterstützte Adams’ Antrag, und unter der Bedingung, dass Kudnarto das Land besetzte und nutzte, wurde ihr eine Lizenz für 81 Morgen erteilt. Adams wurde informiert, dass er nicht befugt sei, das Land zu verkaufen oder zu pachten, und dass er das Recht verlieren würde, dort zu leben, wenn Kudnarto sterben würde. Er wollte nicht in das Grundstück investieren und bemühte sich um die Gründung eines landwirtschaftlichen Unternehmens. Er versuchte auf verschiedene Art und Weise Geld zu sammeln, wobei Kudnarto seine Anfragen formulierte, da sie besser ausgebildet war als ihr Ehemann. 1849 gebar Kudnarto einen Sohn Thomas, und dies veranlasste Adams, sich zu erkundigen, ob ihr Kind das Land erben würde, wenn Kudnarto starb.
1850 waren sie und Adams Zeugen im Prozess gegen den Hirten James Yates wegen des mutmaßlichen Mordes an dem Militärrentner und Hüttenwärter John Mansforth, bekannt als „Old Sergeant“. Der Angeklagte war in der Nacht des Mordes im Haus der Adams geblieben, und am nächsten Tag hatte Kudnarto die Leiche des Opfers entdeckt. Laut dem Richter konnte Kudnarto aussagen, aber keinen Eid leisten, da sie keine regelmäßige Kirchgängerin war. Ihre Aussage trug zu Yates’ Verurteilung und späterer Hinrichtung wegen des Verbrechens bei.
1852 wurde Kudnartos zweites Kind Timothy geboren. 1855 starb Kudnarto unerwartet, und ihr Ehemann und ihre Kinder verloren das Recht auf das Land. Adams konnte sich nicht um die beiden Söhne kümmern und brachte sie zu der Poonindie Mission in der Nähe von Port Lincoln. Kudnartos Söhne reichten mit Unterstützung ihres Vaters von 1860 bis 1880 zahlreiche Anträge für Ansprüche für ihr Land am Skillogalee Creek ein. Sie beantragten auch erfolglos Landabschnitte in Poonindie, um unabhängige Landwirte zu werden. Nach vielen Streitigkeiten um Land mit dem Superintendenten von Poonindie zogen die Brüder 1888 mit ihren Familien zur Point Pearce Missions Station auf der Yorke Peninsula. Ihre Nachkommen kämpften weiter für die Unabhängigkeit. Kudnartos ältestes Enkelkind, William Adams, forderte 1913 vergeblich bei der königlichen Kommission für die Aborigines in Südaustralien, den Aborigines mehr Möglichkeiten zu eröffnen und Land zu geben.
Viele prominente Mitglieder der Kaurna-Gemeinde stammen von Kudnarto ab, darunter die Gründungspräsidentin des Council of Aboriginal Women of South Australia, Gladys Elphick, Doris May Graham (1912–2004), Timothy Hughes (1919–1976), der Pädagoge und Autor Lewis O’Brien (1930–), Josie Agius (1934–2016), der Familien- und Gemeindehistoriker Ali Abdullah-Highfold (1978–) und die australischen Fußballer Cecil Graham (1911–?), Michael O’Loughlin (1977–) und Chad Wingard (1993–).